# تاریخ شاهی
تاریخ شاهی، کتابی به فارسی در باره دوران حکومت سلسله قراختائیان کرمان در سده هفتم. ناصرالدین منشی، مؤلف تاریخ شاهی را خواجه شهاب‌الدین ابوسعید معرفی کرده‌است.
تاریخ شاهی مشتمل بر فصول متعددی است و در دو بخش تنظیم شده است. مباحث بخش اول عبارت است از: سیاست مدن، اخلاق و خصال پادشاهان و وزیران، لزوم دبیر و وزیر و آداب خدمتگزاری، همچنین رساله ای کوتاه از خواجه نصیرالدین طوسی در آیین کشورداری و ترجمه فصلی از جاویدان خرد ابوعلی احمد بن محمد مسکویه از عربی به فارسی. بخش دوم کتاب در باره تاریخ کرمان است و مؤلف ضمن شرح رویدادهای سلطنت قُتلُغ ترکان، به اهتمام او در امور وقفی و ذکر موقوفاتش پرداخته است. آخرین فصل کتاب که ناتمام مانده، با وقایع ۶۶۸ به پایان رسیده‌است.